# 汕头大学
汕头大学（英語：Shantou University），簡稱汕大，位於廣東省汕頭市，是1981年成立的广东省属综合性大学。也是教育部、广东省人民政府、李嘉诚基金会三方共建的省部共建大学。学校占地面积1,888.70亩，建筑面积56.80万平方米。设有13个学院、55个本科专业。面向全国以及港澳台招收博士、硕士和本科生。现有教职工1602人，全日制在校生10294人，已为社会培养出各类人才10万人。

## 历史沿革
1979年初，开始筹办汕头大学。
1980年5月，成立了以广东省委书记吴南生为主任的汕头大学筹备委员会。
1981年8月26日，国务院批准成立汕头大学，叶剑英元帅亲题校名。
1981年11月，经济学家许涤新担任汕头大学首任校长。
1983年，汕头大学开始招收本科学生。
1983年，汕头医学专科学校改办为汕头大学医学院。
1991年，被列为第一批本科招生录取院校。
1993年，汕头大学首次成为硕士学位授权单位。
1998年，汕头大学首次成为博士学位授予权单位。
2002年，病理学与病理生理学成为国家重点学科。
2010年，入选国家教育部“卓越工程师教育培养计划”首批高校。
2013年，汕头大学被列入教育部“香港高校与内地高校师生交流计划”。
2018年，汕头大学获授广东省高等教育体制机制改革实验示范校；获授广东省高水平大学重点学科建设高校，4个学科入选高水平大学重点建设学科。
2019年6月，李嘉诚基金会助力汕头大学教育改革，首推本科生学费全额奖励创举。
2020年1月，机械设计制造及其自动化等7个专业入选国家级一流本科专业建设点。
2020年7月，工程学学科首次进入ESI全球排名前1%。
2022年10月，汕头大学东海岸校区正式启用，以交叉学科、新兴工科和应用型人文社科为主体。

## 办学条件

### 学院设置
汕头大学共有15个学院，开设55个本科专业。
- 化学化工学院
- 公共卫生学院
- 医学院
- 工学院
- 理学院
- 商学院
- 法学院
- 文学院
- 长江新闻与传播学院
- 长江艺术与设计学院
- 马克思主义学院
- 国际学院
- 继续教育学院
- 创新设计产业学院[註 2]
- 创业学院[註 3]

### 学科建设
汕大有国家重点学科1个，设置了“长江学者”特聘教授岗位，博士后科研流动站5个，一级学科博士学位授权点1个、一级学科硕士学位授权点10个、含一级学科点覆盖数，学校共有二级学科博士学位授权点25个、二级学科硕士学位授权点83个。硕士专业学位授权点8个。广东省重点学科8个（其中攀峰重点学科1个：基础数学；优势重点学科4个：化学、机械设计及理论、临床医学、基础医学；特色重点学科3个：海洋生物学、生物化学与分子生物学、药理学），教育部重点实验室1个，广东省重点实验室6个，广东省国际科技合作基地3个，广东省高校重点实验室3个，广东省卫生厅重点实验室3个，广东省重点产业科技创新平台1个，广东省工程技术研究中心5个，广东省高校产学研结合示范基地4个、广东省高校工程技术研究中心3个，广东高校国际暨港澳台合作创新平台6个，广东省高校人文社会科学重点研究基地2个，教育部（国家级）实验教学示范中心1个，广东省实验教学示范中心15个，教育部2007年度人才培养模式创新实验区2个，省级人才培养模式创新实验区10个，国家级特色专业建设点7个（工商管理、艺术设计、法学、临床医学、机械设计制造及其自动化、土木工程、广播电视新闻学），省级特色专业建设点11个，教育部（国家级）精品课程4门，教育部（国家级）双语教学示范课程2门，教育部（国家级）教学团队1个，广东省名牌专业4个（电子信息工程、计算机科学与技术、临床医学、工商管理），广东省重点专业2个（临床医学、土木工程），开设七年制本硕连读临床医学专业。

### 师资力量
汕头大学师资团队大部分有海外经历，专任教师中68.7%具有高级职称，55%具有博士学位，43.2%具有海外经历，21.2%为外籍及港澳台师资。

### 教学建设
学校已建成一批既能开展基础科学研究又能直接为地方经济建设服务的科研机构，主要有国家教育部智能制造技术重点实验室、分子肿瘤学国家重点实验室分室、海洋生物技术重点实验室、数字信号与图像处理技术重点实验室、感染病与分子免疫病理重点实验室、结构与风洞重点实验室、地方政府发展研究所、粤台企业合作研究院等。图书馆全面实行电脑化管理，并致力于建设现代化的数字图书馆。现有图书157.59万册，数字资源量达1442254GB，其中电子图书46091GB。学校校园网始建于1990年，经过211工程建设的专项投入，目前校园网已延伸到校内每一栋建筑物，学生可以从宿舍直接上互联网。医学院有五所附属医院和3所托管医院，有5523张病床，其中第一附属医院荣膺“全国百佳医院”和“三级甲等”医院，为医学生提供良好的医疗实践机会。

### 合作交流
学校目前已与英国、美国、加拿大、爱尔兰等16个国家和地区56所高校建立了密切的学术交流合作关系，制订并实施了本科生、研究生交流计划。

## 校区
- 东海岸校区：汕头市龙湖区华侨试验区东海岸新城塔岗围片区翠峰路
- 桑浦山校区：汕头市金平区大学路243号

## 管理架构

### 现任领导
| 现任领导             | 现任领导 |
| -------------------- | -------- |
| 党委副书记、校长     | 郝志峰   |
| 执行校长             | 王泉     |
| 党委副书记           | 周镇松   |
| 党委副书记、纪委书记 | 冯兴雷   |
| 党委委员、副校长     | 喻洪     |
| 党委委员、副校长     | 陈敏     |
| 党委委员、副校长     | 刘文华   |

### 历任校长
| 届次                   | 职务         | 姓名             | 任职时间             | 备注                                                     |
| ---------------------- | ------------ | ---------------- | -------------------- | -------------------------------------------------------- |
| 第一届                 | 校长         | 许涤新           | 1981.11.7-1986.9.10  | 1986年9月任名誉校长                                      |
| 第二届                 | 校长         | 杨应群           | 1986.9.10-1989.6.17  |                                                          |
| 第三届                 | 校长         | 戴景宸           | 1989.6.17-1992.12.21 |                                                          |
| 第四届                 | 校长、书记   | 林维明           | 1992.12.21-1997.2.18 |                                                          |
| 第五届                 | 校长、副书记 | 张湘伟           | 1997.2.18-2001.6.6   | 1997年5月－2001年5月兼党委副书记                         |
| 第六届                 | 校长、副书记 | 徐小虎           | 2001.6.6-2014.9      | 2002年5月－2014年9月兼党委副书记                         |
| 第七届                 | 校长、书记   | 宋垚臻           | 2009.1-2017.4        | 2009年1月任党委书记，2015年4月-2017年4月兼汕头大学校长   |
| 第六届、第七届、第八届 | 执行校长     | 顾佩华（加拿大） | 2007.6-2018.11       | 由李嘉诚基金会聘任，主持学校行政全面工作，握有实权。     |
| 第八届                 | 校长、书记   | 姜虹             | 2017.4-2021.6        | 2021年6月起不再兼任汕头大学校长，2023年6月起卸任党委书记 |
| 现任                   | 执行校长     | 王泉（加拿大）   | 2018.11-             | 由李嘉诚基金会聘任，协助校长分管学术委员会               |
| 现任                   | 校长、副书记 | 郝志峰           | 2021.6－             | 2021年6月起任汕头大学校长兼党委副书记                    |

## 校园环境
学校占地面积1888.70亩，建筑面积56.80万平方米，主要建筑包括新图书馆、新行政楼、气膜篮球馆、真理钟、新校门、新体育馆、新医学院大楼、新书院等。

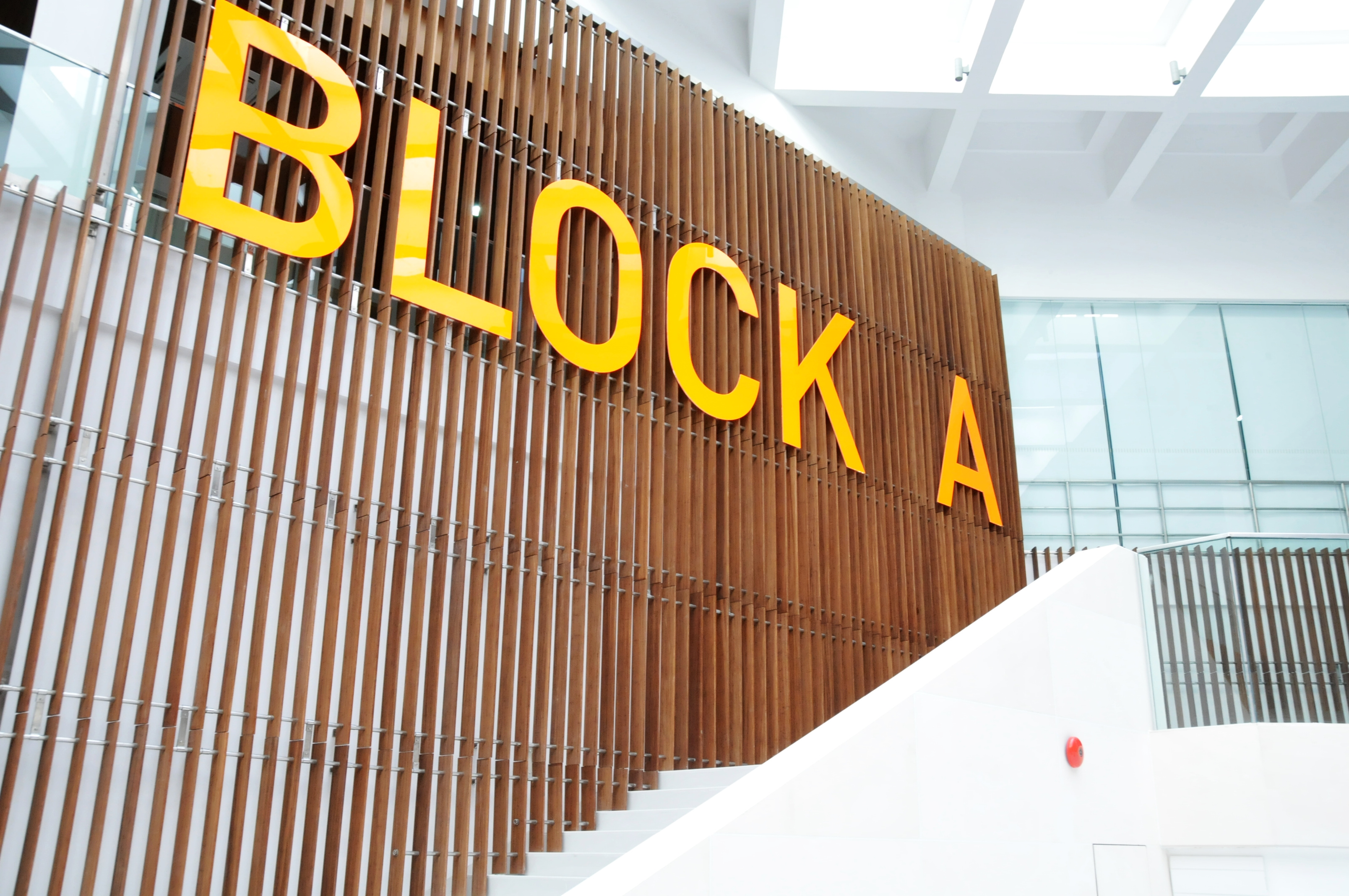
新行政中心

## 附属医院

#### 直属附属医院
- 汕头大学医学院第一附属医院
- 汕头大学医学院第二附属医院
- 汕头大学医学院附属肿瘤医院
- 汕头大学精神卫生中心
- 汕头国际眼科中心

#### 非直属附属医院
- 广东省人民医院（汕头大学医学院附属华南医院）[15]
- 粤北人民医院（汕头大学医学院附属粤北人民医院）
- 深圳龙岗中心医院（汕头大学医学院附属深圳龙岗中心医院）
- 深圳市儿童医院（汕头大学医学院附属深圳儿童医院）
- 海南省三亚人民医院（汕头大学医学院附属三亚医院）
- 潮州市人民医院（汕头大学医学院附属潮州市人民医院）

## 汕头大学出版社
汕头大学出版社成立於1992年8月15日。

## 相关院校
- 广东以色列理工学院
- 汕头职业技术学院